# Lymantria pagon
Lymantria pagon är en fjärilsart som beskrevs av Holloway 1999. Lymantria pagon ingår i släktet Lymantria och familjen tofsspinnare. Inga underarter finns listade i Catalogue of Life.